# Kermit (Texas)
Kermit é uma cidade localizada no estado norte-americano do Texas, no Condado de Winkler.

## Demografia
Segundo o censo norte-americano de 2000, a sua população era de 5714 habitantes.
Em 2006, foi estimada uma população de 5204, um decréscimo de 510 (-8.9%).

## Geografia
De acordo com o United States Census Bureau tem uma área de
6,5 km², dos quais 6,5 km² cobertos por terra e 0,0 km² cobertos por água. Kermit localiza-se a aproximadamente 872 m acima do nível do mar.

## Localidades na vizinhança
O diagrama seguinte representa as localidades num raio de 36 km ao redor de Kermit.